# Aechmea setigera
Espèce
Classification phylogénétique
Aechmea setigera est une espèce de plantes à fleurs de la famille des Bromeliaceae qui se rencontre principalement en Amérique du Sud et au Panama.

## Synonymes
- Aechmea prieuriana Baker[2] ;
- Echinostachys prieuriana Brongn. ex Baker[2].

## Distribution
L'espèce se rencontre à Panama en Équateur, en Colombie, au Venezuela, au Suriname, en Guyane et au Brésil.

## Description
L'espèce est épiphyte ou hémicryptophyte.